# Acanthophoenix crinita
Palmiste noir, Palmiste noir des hauts, Palmiste rouge des hauts
Espèce
Le Palmiste noir, Palmiste noir des hauts ou Palmiste rouge des hauts (Acanthophoenix crinita) est une espèce de palmiers, endémique de La Réunion (France).

## Nomenclature et systématique
Ce palmier a été d'abord décrit comme Areca crinita par le naturaliste français Jean-Baptiste Bory de Saint-Vincent  en 1804 et classifiée par le botaniste allemand Hermann Wendland dans son  genre actuel  Acanthophoenix en 1867.
Dans la liste de plantes 1995, Rafaël Govaerts a considéré  A. crinita comme un synonyme d'Acanthophoenix rubra, de même Govaerts et John Dransfield dans leur liste de contrôle 2005 des palmiers. Cependant, dans sa révision du genre, Nicole Ludwig a reconnu A. crinita comme une espèce bien distincte.

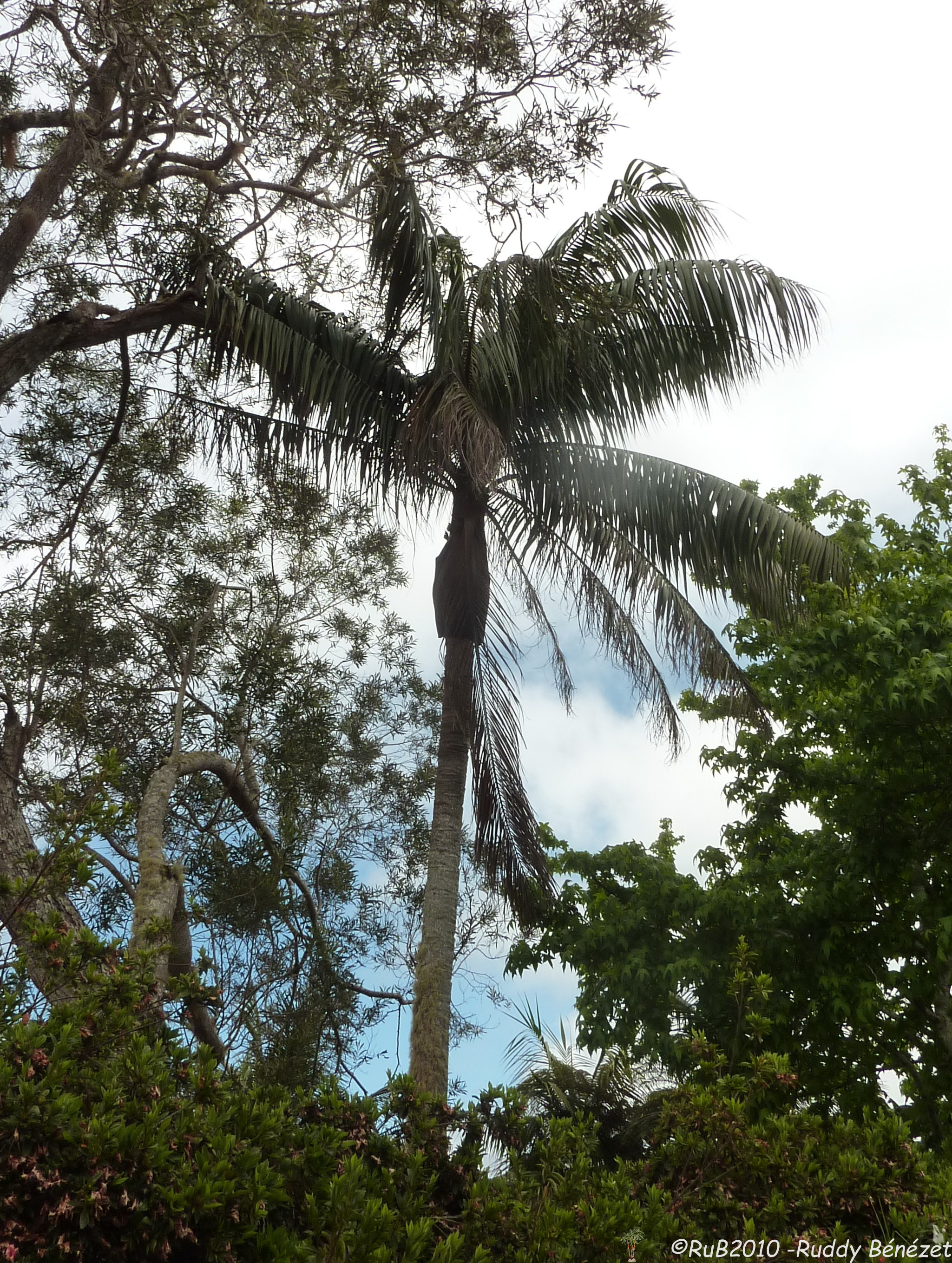
Acanthophoenix crinita
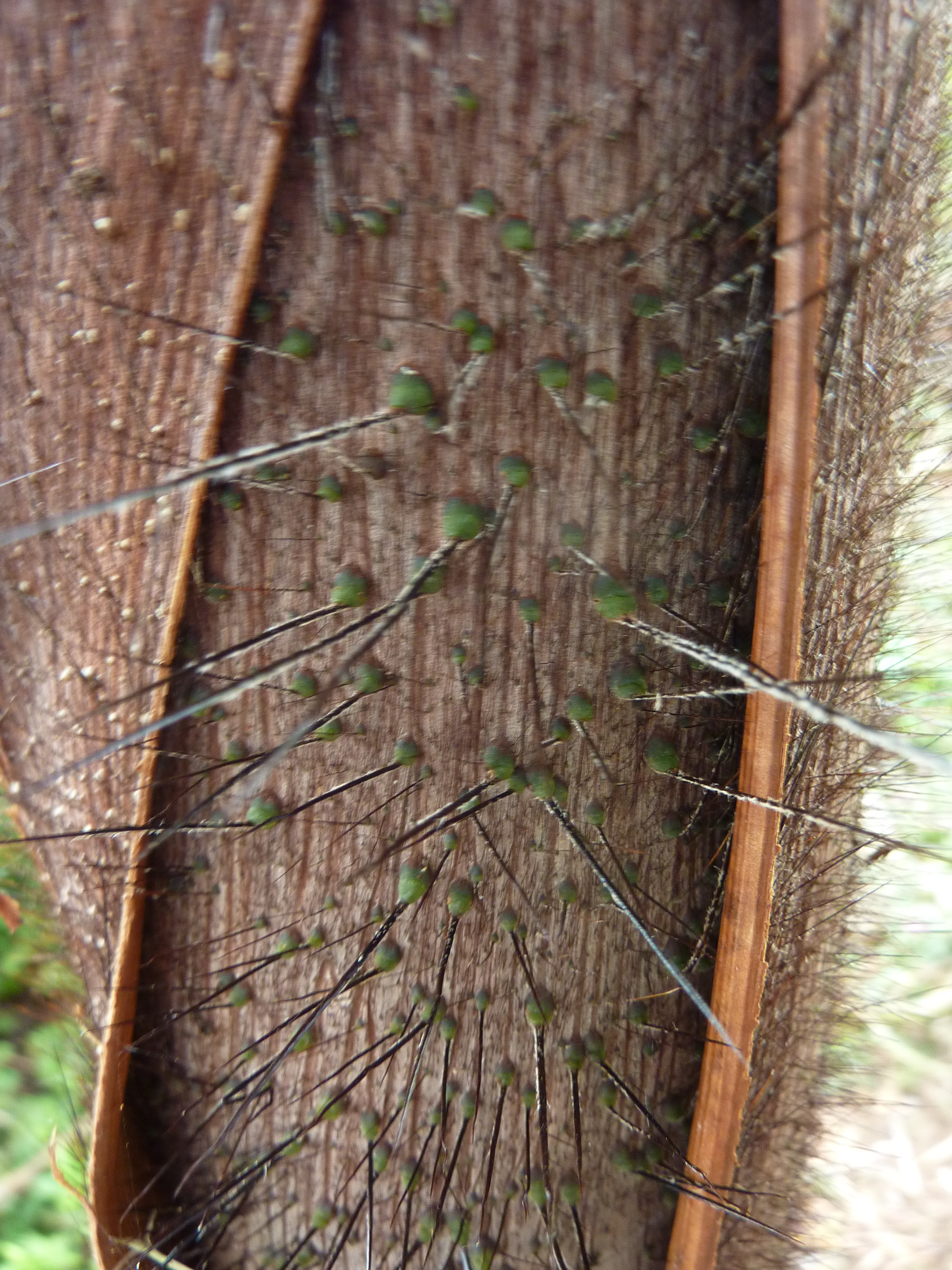
détail des épines de la gaine foliaire.
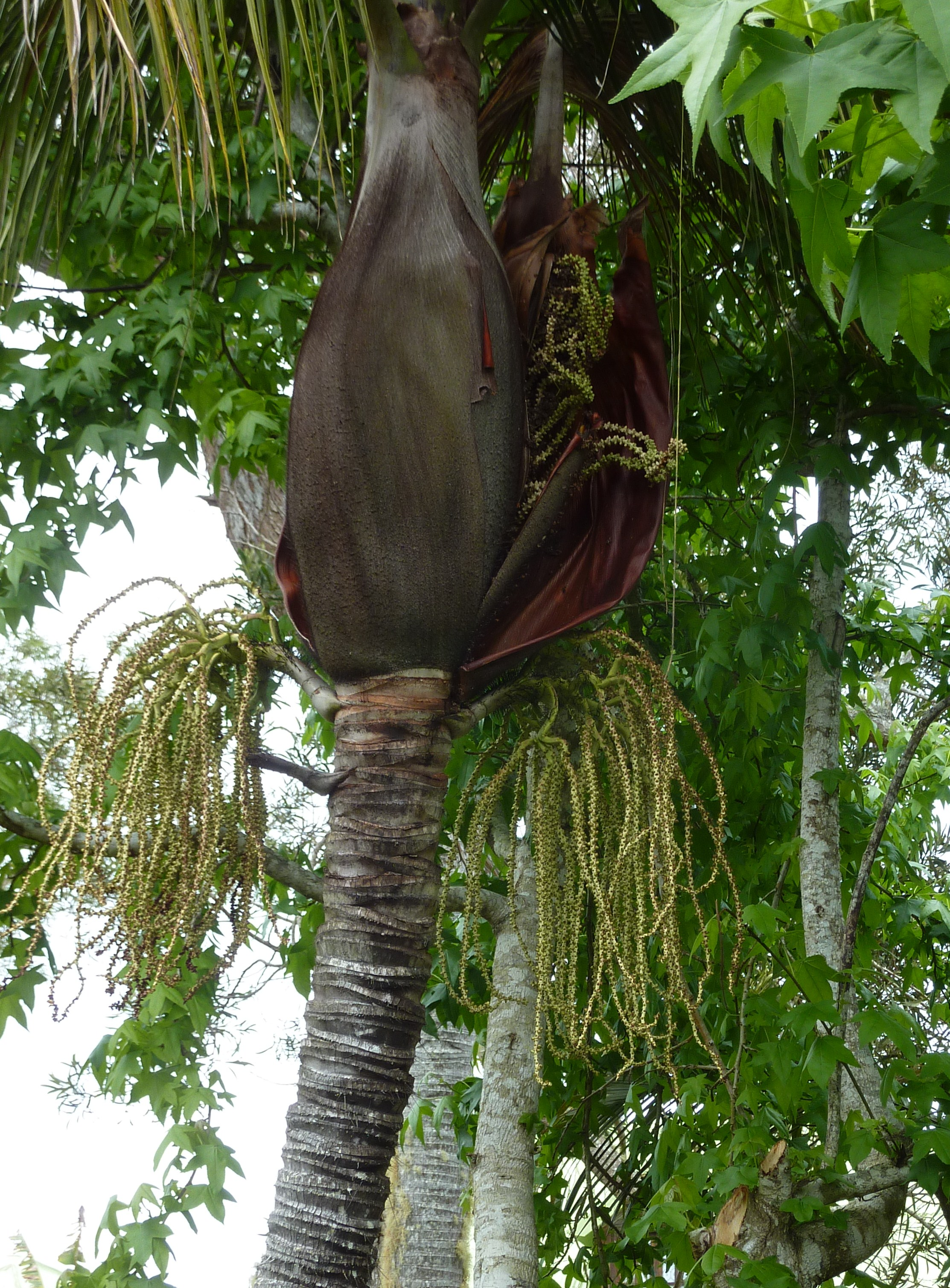
Inflorescence